# Variomatic

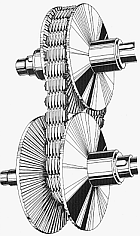
Correa y poleas de una transmisión Van Doorne

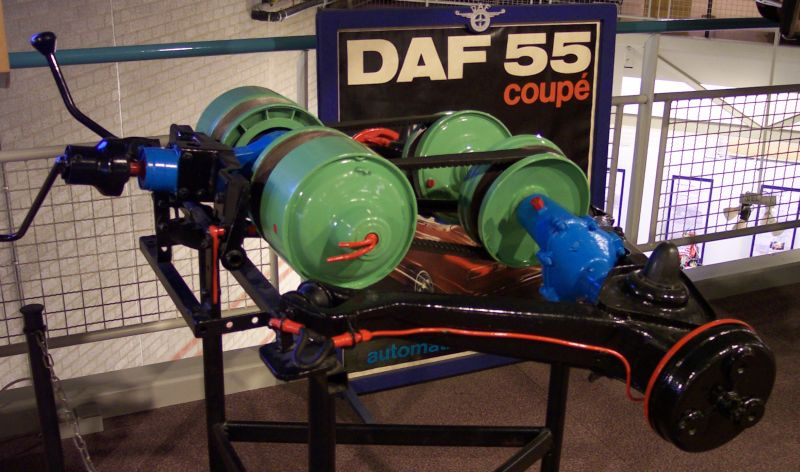
Transmisión Variomatic y eje trasero. Los tambores verdes más grandes de la izquierda contienen el mecanismo de vacío que controla las poleas variables. Las ruedas traseras son impulsadas por correas separadas, lo que elimina la necesidad de un diferencial.

Variomatic es la transmisión continuamente variable (CVT) del fabricante de automóviles neerlandés DAF, desarrollada originalmente por Hub van Doorne. Se trata de una transmisión totalmente automática y continua, compuesta por una correa de transmisión en forma de V y dos poleas, cada una de dos conos, cuyo diámetro efectivo se puede modificar para que la correa en "V" corra más cerca del husillo o más cerca de la llanta, dependiendo de la separación de los conos. Estos están sincronizados para que la correa permanezca siempre con la misma tensión óptima.

## Historia
Patentado por Fouillaron en 1898. “Para solucionar un espinoso problema de tejido, el ingeniero desarrolló un sistema variador que impedía que el hilo se cortara al poner en marcha los telares” , 
El Fouillaron tipo G tonneau de 1904 estaba equipado con una carrocería Tonneau de madera y un motor monocilíndrico De Dion de 6 HP, el coche no superaba los 25 km/h. Este vehículo dispone de un sistema de transmisión por engranajes muy original con poleas extensibles, este invento, que luego desarrolló y adaptó a las máquinas-herramientas, fue adquirido por el fabricante de automóviles holandés DAF.
El Variomatic fue la primera transmisión CVT comercialmente exitosa (a diferencia del cambio entre marchas separadas). En teoría, esto siempre produce el par óptimo. DAF introdujo el Variomatic en 1958, introduciendo también por primera vez una caja de cambios automática en los Países Bajos. El Variomatic se introdujo en el DAF 600.

## Eficiencia
Como la mayor parte del tiempo el motor funciona a su velocidad más económica, el consumo de combustible de este automóvil era aceptable, aunque la eficiencia de combustible de cualquier CVT mecánica es de aproximadamente el 70% (en aquel entonces) al 75% ahora (Bosch).

## Marcha atrás
Como el sistema no tiene marchas separadas, sino una marcha (que cambia continuamente) y un "modo inverso" separado (a diferencia de la marcha atrás), la transmisión también funciona al revés, lo que le da el efecto secundario de que uno puede conducir hacia atrás tan rápido como hacia adelante. Por ello, en el antiguo campeonato mundial anual de conducción hacia atrás de los Países Bajos, los DAF tuvieron que participar en una competición aparte porque ningún otro coche podía seguirles el ritmo. Así pues, estos coches tan baratos y sencillos eran los 'fórmula uno' en esta competición.

## VDT
La transmisión manual sigue siendo dominante en Europa. Cuando DAF fue adquirida por Volvo en 1974, las patentes de Variomatic fueron transferidas a una empresa llamada VDT (Van Doorne Transmissie), posteriormente adquirida por Bosch en 1995. VDT continuó el desarrollo de la CVT e introdujo un sistema de correa de empuje en el Ford Fiesta y el Fiat Uno.

## Operación

### Relación de transmisión
La transmisión final tiene dos poleas con tambores cónicos móviles. La distancia entre los tambores está controlada por el vacío del motor en el colector de admisión y las RPM del motor, a través de pesos centrífugos dentro de los tambores. Entre las dos poleas pasa una correa de transmisión. Como resultado del cambio en la distancia de los tambores cónicos en ambas poleas, los diámetros y por lo tanto también la relación de reducción cambian continuamente.

### Diferencial
En el DAF 600 - 55, cada rueda trasera era impulsada individualmente por un par de tambores cónicos y una correa de transmisión con el efecto de un diferencial de deslizamiento limitado: si una rueda motriz acelera en una carretera resbaladiza, la otra rueda aún puede transferir todo el par. Esto da como resultado unas características de tracción inusualmente buenas, que también fueron una razón para el éxito de los DAF en los rallyes. La falta de un verdadero diferencial suponía varias desventajas. Aunque cada correa podía asentarse (independientemente de la otra) en su posición óptima, permitiendo así la variación de la velocidad de las ruedas, el sistema era lento en su funcionamiento y dependía de que las poleas giraran. Esto provocó un rápido desgaste de los neumáticos y puso tensión en otros componentes de la transmisión. Era común que se rompieran ejes de transmisión. El manejo a baja velocidad en condiciones de hielo fue interesante ya que el sistema tendía a impulsar el auto hacia adelante contra la influencia de las ruedas directrices. Los automóviles posteriores, las variantes 46, 66 y Volvo, fueron equipados con un eje con engranaje diferencial. Williams desarrolló una versión con diferencial en el monoplaza de Fórmula 1 Williams FW15C CVT de 1993, pero fue prohibida antes de competir. Durante las pruebas hubo problemas con la producción de calor.

## Scooters
El Variomatic también se utiliza en los scooters actuales. Ha sido una parte estándar de todos los scooters comunes desde 1985, y varias empresas como Malossi, Polini, Doppler y Stage6 ofrecen embragues de ajuste y variomatic para los scooters más comunes de 50, 70 y 125 cc.

## Correas de eslabones de acero
La CVT moderna funciona según el mismo principio de poleas divididas que permiten relaciones de transmisión infinitamente variables. En lugar de las correas de transmisión de caucho tiradas utilizadas originalmente por DAF, la transmisión moderna es más duradera gracias al uso de correas de eslabones de acero que son empujadas por sus poleas. Esta mejora fue iniciada por Fiat, Ford y Van Doorne en los Países Bajos desde finales de la década de 1970. La caja de cambios también está bajo control electrónico.
Una versión que incorpora el cambio de correas de caucho a correas de acero se llamó Transmatic.

## Disponibilidad
La Transmissie de Van Doorne de DAF todavía está operativa (en noviembre de 2015) en Tilburg, Países Bajos. En 1995 cambió su afiliación del grupo DAF a Bosch.
La CVT está disponible en marcas como Audi, Honda, BMW Mini y Subaru. Tata Motors de India tenía la intención de utilizar una transmisión Variomatic en su Nano de 2500 dólares. El Nissan Primera se ofrece con esta transmisión.